# Kammerer Ernő
Nemes Kammerer Ernő (Hékútpuszta, 1856.  november 7. – Koppányszántó, 1920. augusztus 3.) jogász, történész, országgyűlési képviselő, 1901–1914 között a Szépművészeti Múzeum első igazgatója.

## Élete
Osztrák nemesi családban született Kammerer Gusztáv uradalmi intéző (1818–1886) és Nesztor Ernesztina fiaként. Két öccse volt, Gusztáv és Iván. A család eleinte Hékúton lakott, majd Koppányszántóra költözött, ahol a családfő uradalmi intéző helyett már bérlő volt. Kammerer Ernő a Budapesti Egyetemen szerzett jogi végzettséget, majd 1887-ig az igazságügyi minisztériumban volt fogalmazó. Átvette a családi gazdaság irányítását, közben történelmi és művészeti tanulmányokkal foglalkozott, s több külföldi tanulmányutat tett. 1887–1905 között a Szabadelvű Párt színeiben országgyűlési képviselő volt a Tolna vármegyei Szakcsi kerületben. 1896-tól az V. Országos Képtár kormánybiztosa, 1901-től a Szépművészeti Múzeum és a Történelmi Képcsarnok igazgatója lett. 1914-ben vonult nyugdíjba.
1905–1910 között nem vállalt mandátumot, 1910-ben a pincehelyi kerület választotta meg képviselővé.

## Elismerései
- III. osztályú vaskorona-rend az ezredévi kiállítás tanügyi csoportjának létrehozásában kifejtett tevékenységéért
- Szent István-rend kiskeresztje
- 2006 Koppányszántón avatták fel sírkápolnáját[3]

## Művei
- 1886/1890 Magyarországi török kincstári defterek I-II. Budapest. (tsz. Velics Antal)
- 1893 Adat a végek viszonya történetéhez. Történelmi Tár.
- 1895 A Zichy-család okmánytára VIII.
- 1897 A herceg Esterházytól átvett képeknek jegyzéke. Budapest. (társszerző)
- 1898 A festészet fejlődéséről Magyarországban. Budapest.
- 1906 A Pécz nemzetség Apponyi ágának az Apponyi grófok családi levéltárában őrizett levelei I. Budapest.